# Teorema del factor

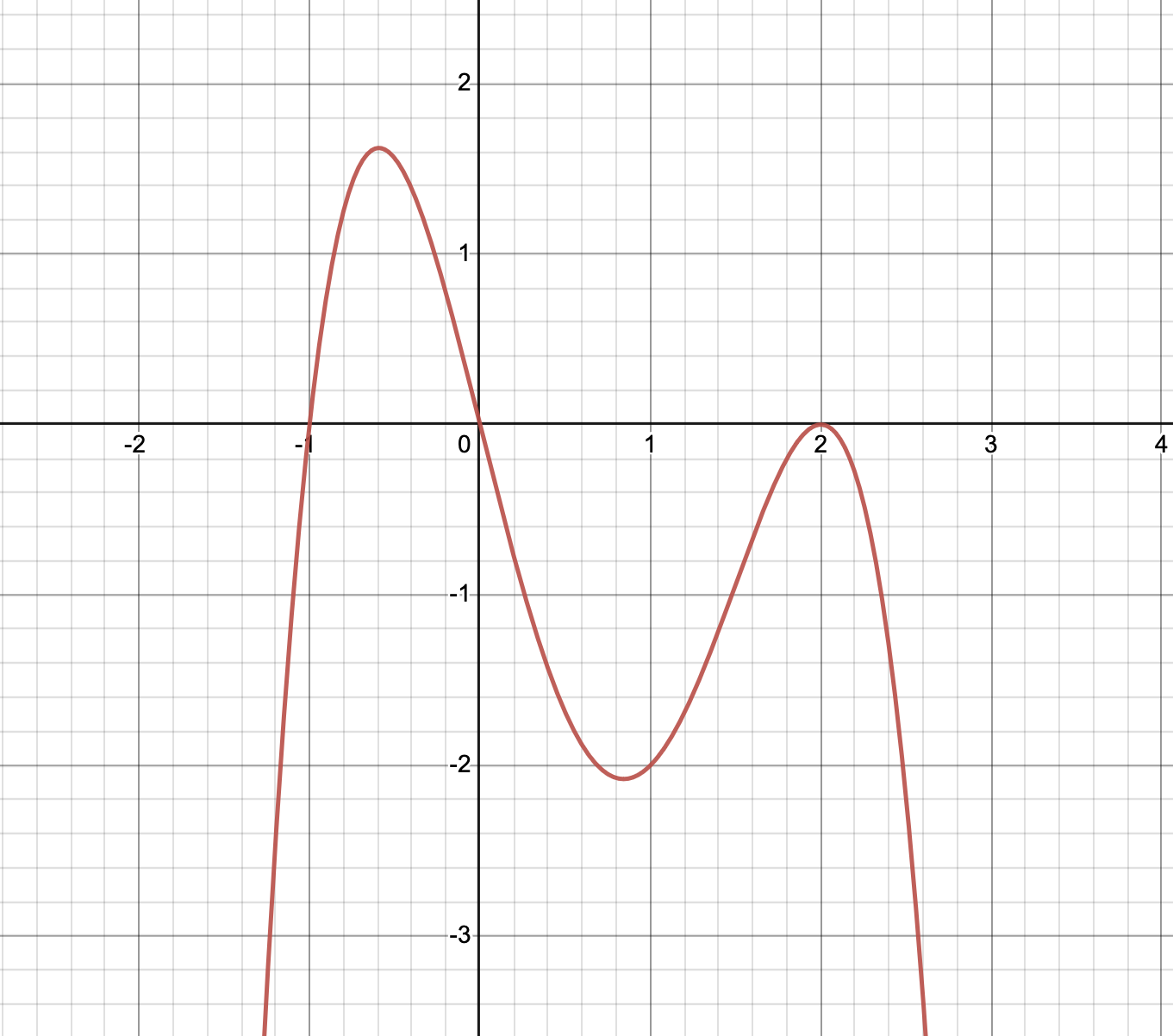
Este polinomio y=-x^{4}+3x^{3}-4x, con raíces en:
- x=-1
- x=0
- x=2
Se factoriza como -(x+1)(x)(x-2)^{2}.

En álgebra, el teorema del factor sirve para encontrar los factores de un polinomio. Es un caso especial del teorema del resto.
El teorema del factor establece que un polinomio {\displaystyle P(x)} tiene un factor {\displaystyle (x-k)} si y solo si {\displaystyle k} es una  raíz  de {\displaystyle P(x)}, es decir que {\displaystyle P(k)=0}.

## Ejemplo
Si se deseara encontrar los factores de  {\displaystyle p(x)=x^{3}+7x^{2}+8x+2}, se tantean las raíces de {\displaystyle p(x)} para obtener los factores {\displaystyle (x-k)}. Si el resultado de sustituir {\displaystyle k} en el polinomio es igual a 0 (es decir, si {\displaystyle k} es raíz), se sabe que {\displaystyle (x-k)} es un factor. Teniendo en cuenta que los candidatos a raíces (racionales) de {\displaystyle p(x)} son {\displaystyle \{\pm 1,\pm 2\}} por el teorema de la raíz racional, se va probando con ellos.

¿Es {\displaystyle (x-1)} un factor de {\displaystyle p(x)}? Para saberlo, se sustituye {\displaystyle x=1} en el polinomio:
{\displaystyle p(1)=1^{3}+7\cdot 1^{2}+8\cdot 1+2=1+7+8+2=18\neq 0}

y se determina que {\displaystyle (x-1)} no es un factor de {\displaystyle p(x)}. Se prueba ahora con {\displaystyle (x-(-1))=(x+1)} de la misma forma; es decir, sustituyendo y comprobando si es {\displaystyle -1} una raíz del polinomio:
{\displaystyle p(-1)=(-1)^{3}+7\cdot (-1)^{2}+8\cdot (-1)+2=0}

Por tanto, {\displaystyle (x+1)} es un factor porque -1 es una raíz de {\displaystyle p(x)}.
Para hallar otros factores, basta con probar con todos los posibles candidatos a raíces o encontrar un factor e ir dividiendo el polinomio por el factor hallado para obtener nuevos polinomios de menor grado en cada iteración; en este caso, se construiría.

{\displaystyle g(x)={\frac {p(x)}{x+1}}={\frac {x^{3}+7x^{2}+8x+2}{x+1}}=x^{2}+6x+2}

Una vez probados todos los candidatos a raíces, se concluiría que {\displaystyle g(x)} no tiene factores racionales (es decir, no existen más factores de la forma {\displaystyle (x-k)} con {\displaystyle k\in \mathbb {Q} }), por lo que {\displaystyle p(x)} solo tiene un factor racional. No obstante, por el teorema fundamental del álgebra, se sabe que {\displaystyle p(x)} tiene dos factores más que serán, o ambos irracionales ({\displaystyle k\in \mathbb {R} \backslash \mathbb {Q} }), o ambos complejos no reales ({\displaystyle k\in \mathbb {C} \backslash \mathbb {R} }).

{\displaystyle p(x)=x^{3}+7x^{2}+8x+2=(x+1)\cdot (x^{2}+6x+2)=(x+1)\cdot (x+3+{\sqrt {7}})\cdot (x+3-{\sqrt {7}})}
- Datos: Q1108687